# Exoribatula chavinensis
Exoribatula chavinensis är en kvalsterart som först beskrevs av Hammer 1961.  Exoribatula chavinensis ingår i släktet Exoribatula och familjen Hemileiidae. Inga underarter finns listade i Catalogue of Life.